# إكسل إنرجي سنتر
إكسل إنرجي سنتر (Xcel Energy Center) صالة رياضية متعددة الأغراض في سانت بول بولاية مينيسوتا في الولايات المتحدة. تم تسميتها باسم الراعي المحلي شركة إكسل إنرجي. بسعة رسمية تبلغ 17954 متفرج، تحتوي الصالة على أربعة مستويات للمتفرجين: مستوى جناح واحد والثلاثة الأخرى للمقاعد العامة. يلعب فريق مينيسوتا وايلد مبارياته على أرضه ضمن دوري الهوكي الوطني (NHL) في إكسل إنرجي سنتر.
الصالة مملوكة لمدينة سانت بول وتديرها الشركة المالكة لفريق وايلد Minnesota Sports & Entertainment. يقع بجوار المبنى مركز المؤتمرات ريفر سنتر وقاعة روي ولكنس ومركز أوردوي للفنون التعبيرية في وسط مدينة سانت بول، ويشترك في منطقة وصول داخلية واحدة مع ريفر سنتر وقاعة روي ولكنس. كما استضافت المؤتمر الوطني الجمهوري لعام 2008.